# Arcidiocesi di Managua

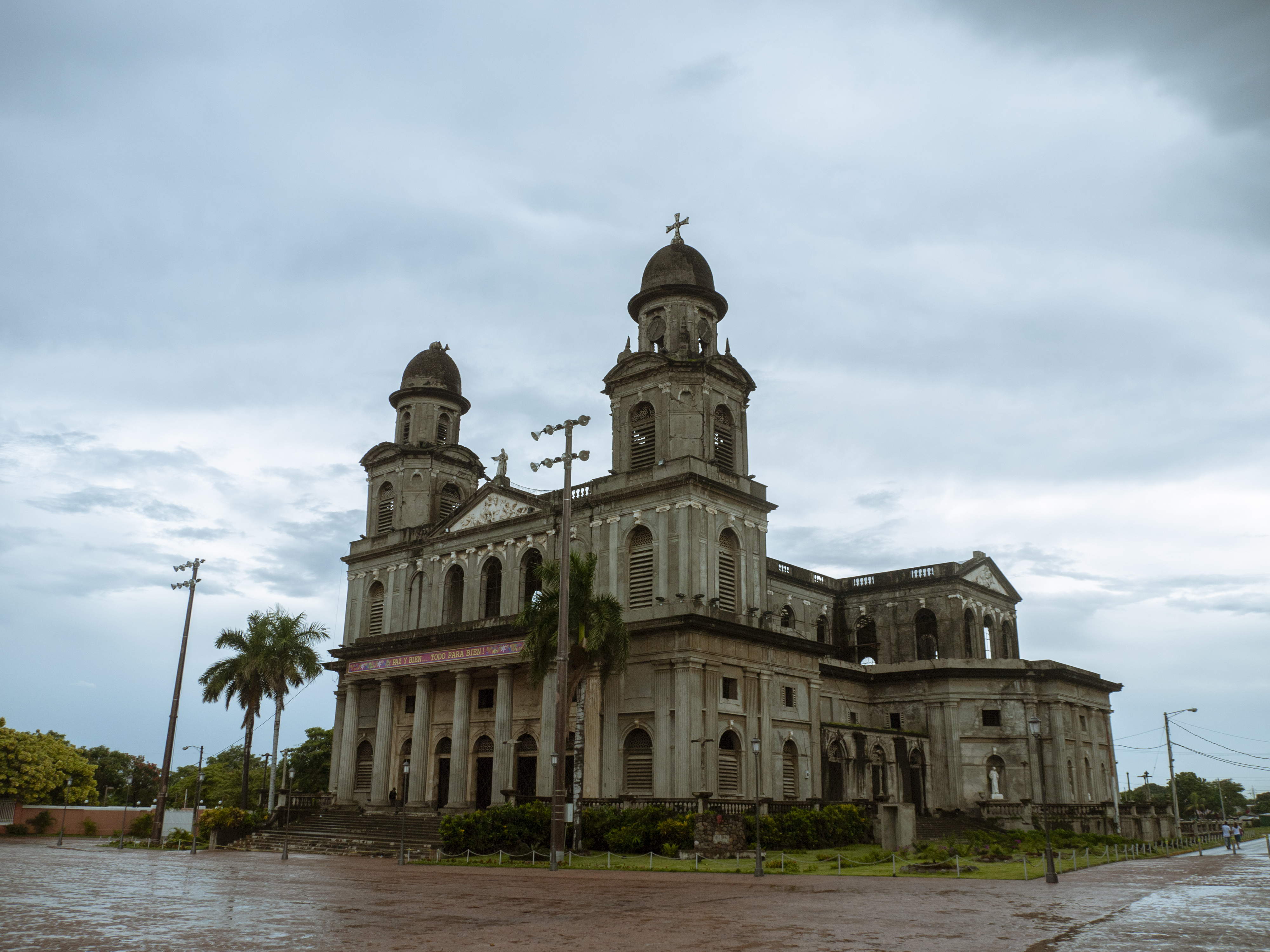
L'ex cattedrale di San Giacomo dei Cavalieri.

L'arcidiocesi di Managua (in latino: Archidioecesis Managuensis) è una sede metropolitana della Chiesa cattolica in Nicaragua. Nel 2021 contava 2.285.590 battezzati su 2.678.780 abitanti. È retta dall'arcivescovo cardinale Leopoldo José Brenes Solórzano.

## Territorio
L'arcidiocesi comprende i dipartimenti di Carazo, Managua e Masaya nella parte occidentale del Nicaragua.
Sede arcivescovile è la città di Managua, capitale dello Stato, dove si trovano la cattedrale dell'Immacolata Concezione (Catedral Metropolitana de la Purísima Concepción) e l'ex cattedrale di San Giacomo dei Cavalieri (Santiago de Los Caballeros). A Diriamba sorge la basilica minore di San Sebastiano.
Il territorio si estende su una superficie di 5.312 km² ed è suddiviso in 114 parrocchie.

### Provincia ecclesiastica
La provincia ecclesiastica di Managua, istituita nel 1913, comprende come suffraganee tutte le diocesi del Nicaragua, e precisamente:
- diocesi di Bluefields,
- diocesi di Estelí,
- diocesi di Granada,
- diocesi di Jinotega,
- diocesi di Juigalpa,
- diocesi di León en Nicaragua,
- diocesi di Matagalpa,
- diocesi di Siuna.

## Storia
L'arcidiocesi è stata eretta il 2 dicembre 1913 con la bolla Quum iuxta apostolicum effatum di papa Pio X, ricavandone il territorio dalla diocesi di León en Nicaragua.
Il 19 dicembre 1924 ha ceduto una porzione del suo territorio a vantaggio dell'erezione della diocesi di Matagalpa.
Il 31 ottobre 1953 fu istituito il capitolo della cattedrale, per effetto della bolla Est Collegium di papa Pio XII.

## Cronotassi degli arcivescovi
Si omettono i periodi di sede vacante non superiori ai 2 anni o non storicamente accertati.
- José Antonio Lezcano y Ortega † (10 dicembre 1913 - 6 gennaio 1952 deceduto)
- Vicente Alejandro González y Robleto † (6 gennaio 1952 succeduto - 18 giugno 1968 deceduto)
- Miguel Obando Bravo, S.D.B. † (16 febbraio 1970 - 1º aprile 2005 ritirato)
- Leopoldo José Brenes Solórzano, dal 1º aprile 2005

## Statistiche
L'arcidiocesi nel 2021 su una popolazione di 2.678.780 persone contava 2.285.590 battezzati, corrispondenti all'85,3% del totale.
| anno | popolazione | popolazione | popolazione | presbiteri | presbiteri | presbiteri | presbiteri                | diaconi | religiosi | religiosi | parrocchie |
| anno | battezzati  | totale      | %           | numero     | secolari   | regolari   | battezzati per presbitero | diaconi | uomini    | donne     | parrocchie |
| ---- | ----------- | ----------- | ----------- | ---------- | ---------- | ---------- | ------------------------- | ------- | --------- | --------- | ---------- |
| 1950 | 1.142.622   | 1.202.866   | 95,0        | 49         | 27         | 22         | 23.318                    |         |           | 141       | 14         |
| 1966 | 417.000     | 438.064     | 95,2        | 132        | 41         | 91         | 3.159                     |         | 143       | 354       | 44         |
| 1968 | 540.000     | 563.349     | 95,9        | 140        | 44         | 96         | 3.857                     |         | 131       | 314       | 49         |
| 1976 | 695.239     | 750.987     | 92,6        | 130        | 36         | 94         | 5.347                     |         | 142       | 350       | 55         |
| 1980 | 905.000     | 921.000     | 98,3        | 158        | 48         | 110        | 5.727                     |         | 153       | 370       | 67         |
| 1990 | 1.110.000   | 1.189.118   | 93,3        | 93         | 43         | 50         | 11.935                    |         | 69        | 260       | 72         |
| 1999 | 1.816.880   | 2.271.100   | 80,0        | 122        | 68         | 54         | 14.892                    |         | 95        | 495       | 85         |
| 2000 | 1.818.880   | 2.273.200   | 80,0        | 138        | 84         | 54         | 13.180                    |         | 101       | 500       | 90         |
| 2001 | 1.900.300   | 2.273.200   | 83,6        | 147        | 93         | 54         | 12.927                    |         | 97        | 515       | 95         |
| 2002 | 1.950.310   | 2.385.300   | 81,8        | 151        | 95         | 56         | 12.915                    |         | 100       | 536       | 97         |
| 2003 | 1.807.300   | 2.386.500   | 75,7        | 147        | 96         | 51         | 12.294                    |         | 86        | 550       | 100        |
| 2004 | 1.800.300   | 2.400.000   | 75,0        | 158        | 104        | 54         | 11.394                    |         | 107       | 565       | 92         |
| 2013 | 2.061.000   | 2.721.000   | 75,7        | 214        | 143        | 71         | 9.630                     |         | 114       | 270       | 114        |
| 2016 | 2.168.000   | 2.863.000   | 75,7        | 237        | 166        | 71         | 9.147                     |         | 113       | 270       | 115        |
| 2019 | 2.239.850   | 2.623.800   | 85,4        | 251        | 180        | 71         | 8.923                     |         | 113       | 270       | 114        |
| 2021 | 2.285.590   | 2.678.780   | 85,3        | 253        | 182        | 71         | 9.033                     |         | 113       | 270       | 114        |